# Ankijabe
Ankijabe est une commune urbaine malgache située dans la partie centre-est de la région de Boeny.

## Géographie
Localisation : Ankijabe est une commune située dans le district d'Ambato-Boeni, dans la région de Mahajanga, Madagascar.
Superficie : La superficie exacte n'est pas précisée, mais la commune est connue pour ses grandes surfaces agricoles, notamment de riz et d'arachides.
Infrastructures : On y trouve des structures essentielles comme des agences bancaires, un centre de santé, des écoles primaires et un marché local.

## Démographie
Population : Environ 19 000 habitants, selon une estimation faite en 2000.

### Répartition de population

#### Agriculture
La majorité des habitants est impliquée dans l'agriculture et l'élevage, avec des chiffres significatifs pour les activités liées à l'agriculture et l'élevage du bétail.

#### Diversification
Une petite proportion de la population travaille dans la pêche (10 personnes) et dans des secteurs comme les services (3 personnes).

#### Élevage
13 230 têtes de bétail sont élevées, et 517 vaches laitières sont recensées.

### Niveau de vie
Environ 47 % de la population vit dans des conditions de pauvreté, tandis que 40 % jouit d’un niveau de vie moyen, et 10 % sont considérés comme riches.

## Économie

### Agriculture
Le riz (variety) est la culture la plus étendue, suivi par les arachides et le maïs. La patate douce est aussi une culture importante.

### Production animale
L'élevage de bétail et de porcs est notable. Le nombre de porcs est de 53, et l'élevage de volaille est également pratiqué.

### Irrigation
80 % des rizières sont irriguées grâce à des systèmes de canaux ou de pompes.

### Transport
Accessibilité : Ankijabe est accessible par voie terrestre, avec un temps de trajet d'environ 2 heures jusqu’à la capitale régionale.

### Transports locaux
Des véhicules légers (base) sont utilisés pour le transport des personnes et des biens.

### Santé
Présence d'un centre de santé local et d'une représentation du ministère de la Santé.

### Éducation
Il existe des écoles primaires pour l'éducation de base de la population locale.

### Services bancaires
Il y a une agence bancaire pour les services financiers dans la région.